# Hans Scheil
Hans Scheil (Metz, 1896 - Francfort-sur-le-Main, 1988) est un peintre expressionniste allemand du XXe siècle. Peintre de sujets de nus, portraits, paysages, et natures mortes.

## Biographie
Hans Scheil naît à Metz en 1896, pendant la première annexion allemande. De 1920 à 1926, il étudie à l'École Städel de Francfort-sur-le-Main, où il travaille notamment avec Hermann Lismann. Il travaille ensuite avec le peintre  cubiste André Lhote, à Paris, entre 1927 et 1930. Ses œuvres s'inspirent alors du mouvement cubiste, mais aussi du mouvement constructiviste, et des dernières toiles de Paul Cézanne. Ses toiles expressionnistes étant considérées comme de l'Art dégénéré par les nazis, il doit cesser de peindre en 1937. Il reprendra son activité après la Seconde Guerre mondiale. 
Devenu professeur d'art plastique à Francfort-sur-le-Main, Scheil n'hésite pas à sortir de son atelier pour apprendre à ses élèves à interpréter leurs sensations, plutôt que de copier servilement la nature.
Hans Scheil s'éteindra en 1988, à Francfort-sur-le-Main.

## Son œuvre
Ses œuvres s'inspirent à la fois du cubisme et de l'expressionnisme allemand. À partir de 1927, et de son séjour parisien, l'influence de Lhote et de Paul Cézanne est sensible dans ses toiles.

## Sources
- (de) « Hans Scheil  (German, 1896-1988) », sur artnet.com (consulté le 14 octobre 2013)
- (de) Bornheimer Realschule Abschluss 1962, « Hans Scheil », sur storrconsulting.com, 2009 (consulté le 14 octobre 2013)